# Temple protestant d'Épernay
Le temple protestant d’Épernay est un édifice religieux situé 2 rue de la Poterne, à Épernay, dans la Marne. La paroisse est membre de l'Église protestante unie de France.

## Histoire
Avant 1877, les protestants sparnaciens célèbrent leur culte dans un local prêté par la mairie d’Épernay. L'arrivée de nouveaux protestants alsaciens et mosellans, à la suite de la défaite de 1871, les pousse à changer de lieu. 
En 1880, ils achètent un édifice au 2 rue de La poterne, pour la somme de 7000 francs. Au-dessus de la porte, se trouve une bible sculptée sur laquelle on peut lire le verset Jean 39: « sondez les Écritures ».
De sa création à 1891, la paroisse d’Épernay dépend du temple protestant de Reims. Une pétition réunissant 200 signatures est envoyée au conseil municipal, qui approuve la séparation en 1891. L'église d’Épernay a donc son propre pasteur. Au cours de la Première Guerre mondiale, le temple est très légèrement endommagé.
En juillet 2000, les paroisses de Reims et d’Épernay fusionnent à nouveau. Les deux communautés fusionnent à nouveau, après pas loin de 110 ans de séparation administrative. La paroisse Sparnacienne connaissant une importante baisse démographique. En effet depuis 1994, Épernay n'ayant plus de pasteur en fait venir un à mi-temps de Reims.

### Une ancienne loge maçonnique?
Selon les paroissiens, le bâtiment aurait abrité une loge de la Franc-maçonnerie ,, rumeur qui n'a cependant jamais été confirmée par les Archives municipales.

## Pasteurs
Pasteurs d’Épernay:
- Jonathan Charlier (1874-1905)
- Paul Ramette (1889-1891)
- Paul Vincent (1891-1901)
- ??? Bourquin (1903-1906)
- Edmond Faivre-Charlier (1906-1932)
- A Vernier (1932)
- Robert Benoit (1938-1949)
- Jean Lasserre (1949-1953)
- André Garnier (1953-1961)
- Louis Arbousset (1963-1966)
- René Soëte (1966-1970)
- Frank Sabot (1970-1972)
- E.L Fuchs (1974-1981)
- George Pace (1981-1982)
- Joachim Ludwig (1983-1987) à mi-temps à Reims
- Robert Philipoussi (1987-1991) à mi-temps à Reims
- Jean-Christophe Robert (1989-1994) à mi-temps et uniquement sur Épernay.

Pasteurs de Reims-Épernay:
- Eugène Py (1995-2004)
- Robert Shebeck (1999-2002)
- Rudiger Popp (2003-?)
- Christian Tanon (2002-?[3])